# ISO 639-1
ISO 639-1 è la prima parte dello standard internazionale ISO 639, che elenca i codici brevi per l'individuazione delle maggiori lingue parlate nel mondo. Emesso per la prima volta nel 2005 come Codici per la rappresentazione dei nomi dei linguaggi -- Parte 1: Alpha-2 code.
La parte 1 riguarda la registrazione dei codici a due lettere. Vi sono 136 codici a due lettere registrati, che coprono le principali lingue del mondo. Alcuni esempi:
- Lingua armena è rappresentata da hy
- Lingua olandese è rappresentata da nl
- Lingua inglese è rappresentata da en
- Esperanto è rappresentato da eo
- Lingua francese è rappresentata da fr
- Lingua georgiana è rappresentata da ka
- Lingua tedesca è rappresentata da de
- Lingua greca è rappresentata da el
- Lingua italiana è rappresentata da it
- Lingua giapponese è rappresentata da ja
- Lingua portoghese è rappresentata da pt
- Lingua russa è rappresentata da ru
- Lingua spagnola è rappresentata da es